# 98 (число)
Вижте пояснителната страница за други значения на 98.
98 (деветдесет и осем) е естествено, цяло число, следващо 97 и предхождащо 99.
Деветдесет и осем с арабски цифри се записва „98“, а с римски цифри – „XCVIII“. Числото 98 е съставено от две цифри от позиционните бройни системи – 9 (девет) и 8 (осем).

## Общи сведения
- 98 е четно число.
- 98 е атомният номер на елемента калифорний.
- 98-ият ден от годината е 8 април.
- 98 е година от Новата ера.

## Любопитни факти
- Небостъргача „Тръмп тауър“ в Чикаго имащ 98 етажа
- 98 е телефонният код на Иран Иран.